# Lethrus tenuepunctus
Lethrus tenuepunctus is een keversoort uit de familie mesttorren (Geotrupidae). De wetenschappelijke naam van de soort werd in 1935 gepubliceerd door Semenov & Medvedev.